# Ṣarpanitu
Ṣarpanitu (Ṣarpānītu(m) ; aussi transcrit Zarpanitu(m)) est une déesse babylonienne, parèdre du grand dieu de cette ville, Marduk, et mère de Nabû, dieu de la sagesse. 

## Noms
Son nom signifie peut-être « (déesse) de Ṣarpān », un village des alentours de Babylone non attesté. Il peut aussi dériver des termes « argent » (ṣarpu) ou « peuplier » (ṣarbat). 
On la trouve également sous les noms de Bēltiya, pendant féminin de Bēl (le « Seigneur »), autre nom de Marduk, ou sous celui d'Erua.

## Fonctions et culte
Dans notre documentation, Ṣarpānītu n'existe pour ainsi dire qu'à travers son mari, et n'a pas vraiment de personnalité propre. Son lieu de culte est situé dans le grand temple de Marduk, l'Esagil de Babylone, où elle dispose d'une cella jouxtant celle du dieu, qui abrite sa statue de culte censée attester de sa présence réelle dans ce lieu, ainsi que le lit nuptial servant à une cérémonie de Mariage sacré l'unissant à Marduk. Ṣarpānītu apparaît en effet dans plusieurs rituels dominés par la figure de son époux, en premier lieu la grande fête akītu qui a lieu lors du Nouvel An, fête majeure du calendrier cultuel de Babylone. Sa statue, garantissant sa présence à cette fête, reçoit de nombreux hommages, et sort plusieurs fois lors de processions impliquant les statues de plusieurs autres divinités mésopotamiennes. C'est au cours de cette fête qu'avait lieu le Mariage sacré de la déesse et de son époux. Ṣarpānītu est également actrice d'un rituel moins bien connu présenté dans un texte dit des Love Lyrics, dans lequel elle fait face aux infidélités de Marduk, qui poursuit dans les rues de sa ville l'autre grande déesse locale, Ishtar de Babylone, dont il recherche les faveurs, mais est à son tour poursuivi par son épouse jalouse.
C'est en tant qu'Erua que Ṣarpānītu dispose de plus d'individualité, puisqu'elle est alors une divinité de la naissance protégeant les femmes enceintes. Erua dérive en effet du verbe erû, « être enceinte ».